# L. Behrens & Söhne
L. Behrens & Söhne war eine Hamburger Privatbank und Handelsfirma, sie bestand mit Unterbrechung von 1806 bis 1970.

## Geschichte
Zusammen mit seinen Söhnen gründete der aus Pyrmont zugewanderte Kaufmann Levy Behrens 1806 in Hamburg die Firma L. Behrens & Söhne.
Sie betätigten sich in den ersten Jahren sehr erfolgreich als Merchant Banker und handelten vor allem mit englischen und sächsischen Textilien und Tuchwaren, die sie in Norddeutschland verkauften.
Um den geschäftlichen Kontakt nach England zu vertiefen, gründeten die beiden Söhne dort Tochterfirmen: Salomon Levy Behrens  1815 in Manchester die S. L. Behrens & Co. und Jakob Behrens 1834 in Leeds die bis heute bestehende Jacob Behrens & Co.

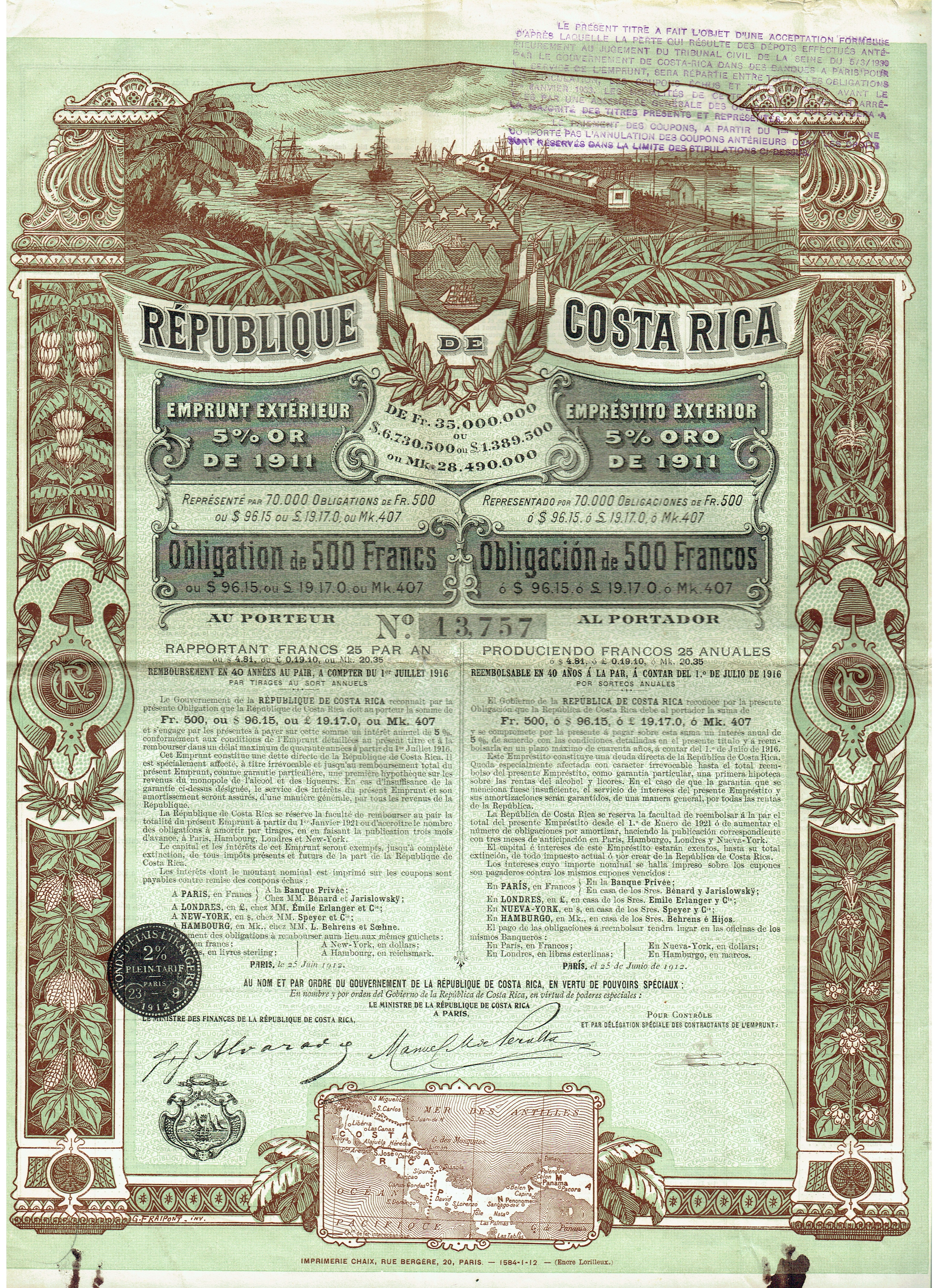
Die Besitzer dieser Obligation der Republik Costa Rica erhielten gegen Einreichung der Coupons vom Bankhaus L. Behrens & Söhne die fälligen Zinsen.

Die Hinwendung zum Bankgeschäft fand in den 1850er Jahren statt, durch Verbindungen zum Londoner Bankhaus Rothschild wurde L. Behrens & Söhne zusammen mit dem Frankfurter Bankhaus Rothschild und dem Berliner Bankhaus S. Bleichröder an den Verkäufen von Aktien beteiligt. In den folgenden Jahren stieg L. Behrens & Söhne neben Joh. Berenberg, Gossler & Co., Conrad Hinrich Donner und M. M. Warburg & CO zu einem der führenden Hamburger Bankhäuser auf. Inhaber waren Eduard Ludwig Behrens sen. (1824–1895), dessen Sohn Eduard Ludwig Behrens jun. (1853–1925) und dessen Sohn George Eduard Behrens (1881–1956).
Da nach dem Ersten Weltkrieg Devisenknappheit herrschte, stieg L. Behrens & Söhne in den Zuckerhandel ein, sie waren mit eine der ersten deutschen Firmen, die deutschen Zucker exportierten. Auch die nachfolgende Weltwirtschaftskrise konnte die Firma heil überstehen. Während des Nationalsozialismus wurde das Bankhaus 1938 „arisiert“, der Haupteigentümer George Eduard Behrens wurde de facto enteignet und in Schutzhaft genommen. Den Firmenteil, der die Bankgeschäfte abwickelte, übernahm die Norddeutsche Kreditbank-AG in Bremen. Die Handelsabteilung konnte von dem mit Behrens befreundeten Henry S. Willink als Willink & Co weitergeführt werden. 
Im Jahr 1948 kehrte G. E. Behrens aus dem Exil zurück und L. Behrens & Söhne wurde aus der Firma Willink & Co. wiederbegründet. Das Bankgeschäft wurde dabei nicht wieder aufgenommen. Auch die alte Bedeutung konnte nicht wiedererlangt werden. 1970 wurde L. Behrens & Söhne liquidiert.

## Kunstrestitution

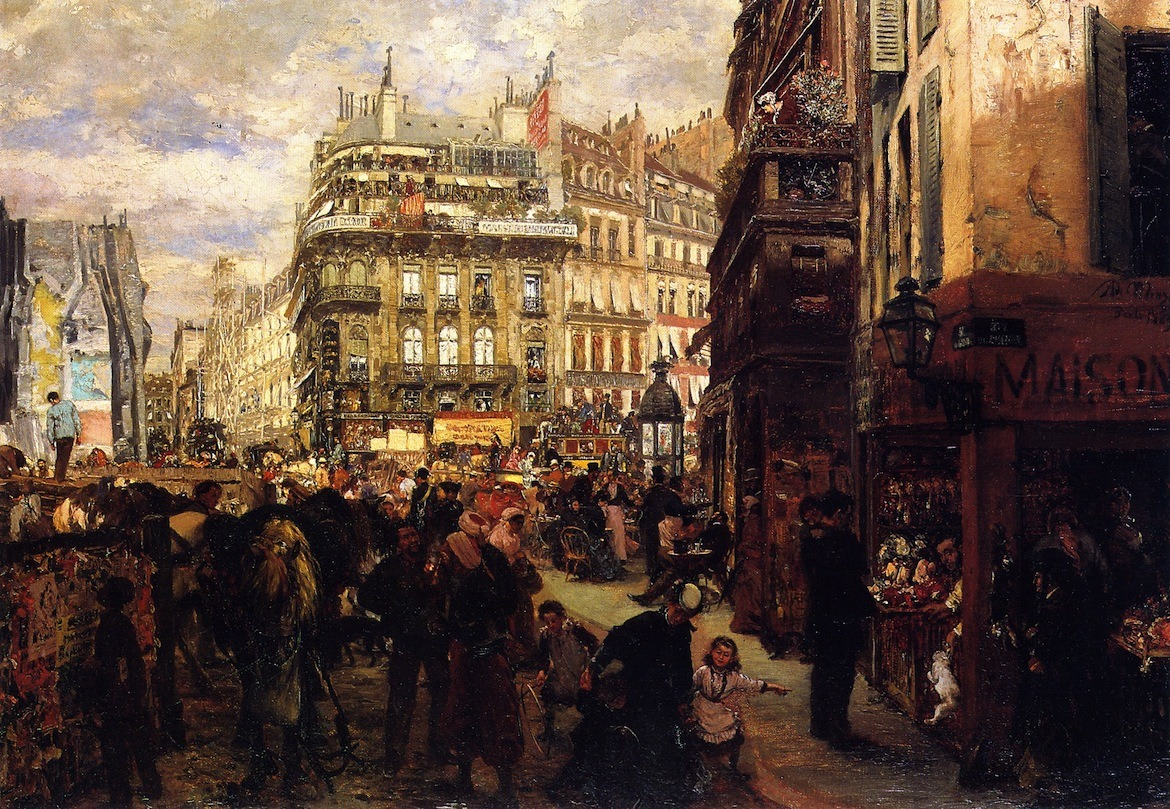
Adolf Friedrich Erdmann von Menzel – Pariser Wochentag

2008 restituierte die niederländische Regierung ein Werk von Camille Corot an die Erben von George Behrens, das dieser vermutlich 1940 an ein niederländisches Museum verkauft hatte. 2013 restituierten die Bayerischen Staatsgemäldesammlungen ein Werk von de la Peña, das nach März 1935 verkauft worden war.
Nachdem die Stadt Düsseldorf die Restitution eines Werks von Menzel, das Behrens vermutlich im Sommer 1935 verkauft hatte, abgelehnt hatte, jedoch die Limbach-Kommission um eine Empfehlung gebeten wurde, empfahl diese im Februar 2015, das Werk nicht zu restituieren. Restituiert wurde im Jahr 2009 hingegen das Gemälde Schlafende Diana, von zwei Faunen belauscht von Arnold Böcklin, das sich seit 1966 als Dauerleihgabe aus Bundesvermögen in der Sammlung des Museums Kunstpalast in Düsseldorf befunden hatte und das nach der Restitution 2010 von der Stiftung des Museums erworben wurde.